# Gret Palucca
Gret Palucca, de son vrai nom Margarete Paluka (Munich, 8 janvier 1902 - Dresde, 23 mars 1993), est une danseuse, chorégraphe et pédagogue allemande.

## Biographie

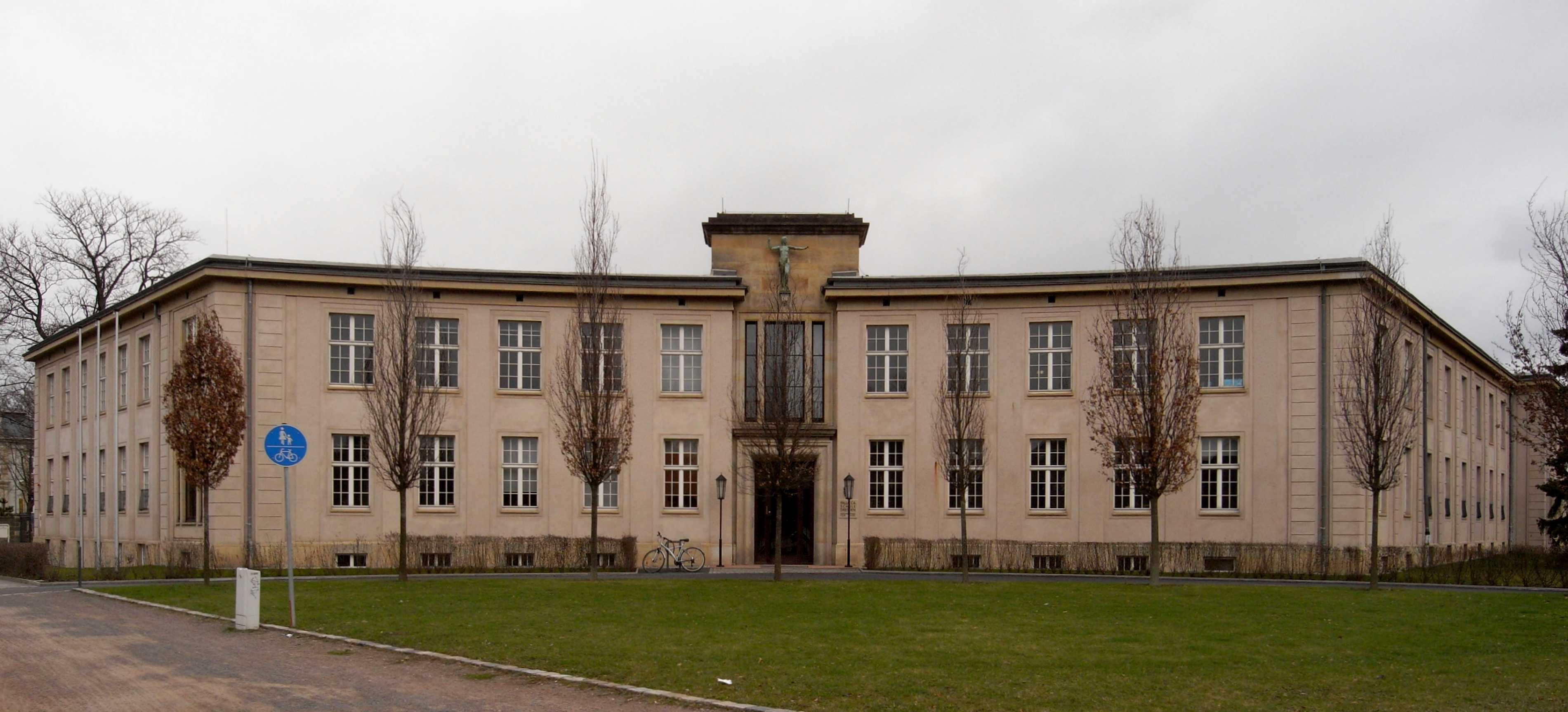
L'école de danse Palucca à Dresde.

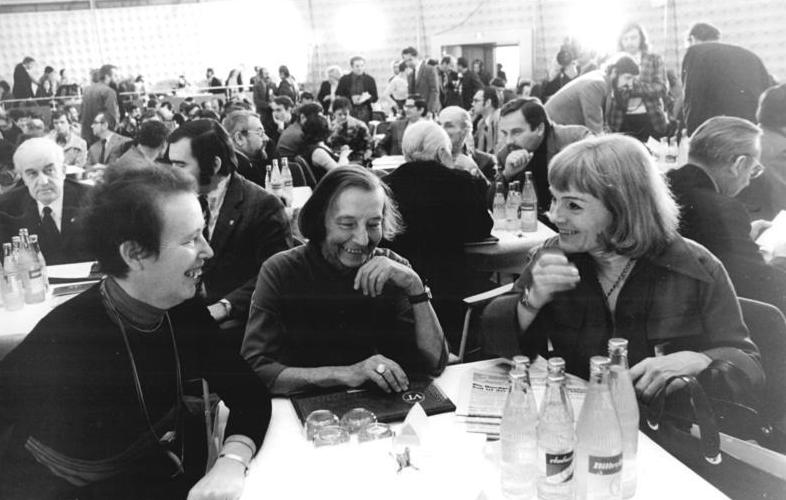
Gert Palucca entre Ruth Berghaus et Gisela May lors d'un congrès à Berlin en 1975.

Née en 1902 à Munich, d'origine juive par son père, elle passe une partie de son enfance en Californie, puis revient en Allemagne. Elle reçoit une formation en danse classique, et, à la suite d'un spectacle qui l'a marquée, elle rejoint en 1920 l'école de danse de Mary Wigman à Dresde,. Elle ouvre à son tour une école de danse dans cette même ville de Dresde en 1925 et poursuit parallèlement une carrière de soliste qui fait sa renommée. Elle est restée célèbre pour ses sauts qui traduisent l'exubérance et la joie de vivre.
Pour les Jeux olympiques de Berlin de 1936, elle danse un « solo-valse » remarqué, mais doit fermer son école en 1939, contrainte par le régime nazi.
Très combative, elle parvient à faire rouvrir son école après la guerre, en 1945. Même si l'école est nationalisée, elle s'adapte aux conditions imposées par la République démocratique allemande. Elle se veut le dernier rempart de la danse moderne en Allemagne.
En 1981, elle reçoit le prix national de la République démocratique allemande.
Elle meurt en mars 1993 et est inhumée dans le cimetière de l'église de Kloster, un village situé au nord de l'île de Hiddensee sur la mer Baltique, où est également inhumé l'auteur dramatique Gerhart Hauptmann.
En 2021 une photographie d'elle en pleine action, prise en 1925, est exposée au Metropolitan Museum of Art de New-York (exposition The New Woman Behind the Camera).

## Distinction
Gret Palucca est décorée en 1972 de l'ordre du mérite patriotique (Vaterländischer Verdienstorden), section « Argent ».

### Filmographie
- (de) Leni Riefenstahl, Klaus Geitel, Eberhard Rebling, Rudolf Arnheim et al., Palucca. Ich will nicht hübsch und lieblich tanzen!, Hirsch-Film, Dresde, 2002 (VHS PAL)